# Серенсен Сергій Володимирович
Серенсен Сергій Володимирович (29 серпня 1905, Хабаровськ — 2 травня 1977, Москва), інженер-механік, дійсний член АН УРСР (з 1939), 1949 — лауреат Державної премії СРСР.
В 1926 закінчив Київський Політехнічний Інститут. Захистив кандидатську дисертацію у 1929 році, а в 1936 році присуджено науковий ступінь доктора технічних наук.
У 1928-45 працював у Інституті будівельної механіки АН УРСР: старшим науковим співробітником, заступником директора, директором (з 1932-1940).
З 1934 до 1941 — у Київському авіаційному Інституті; з 1945 — в Інституті машинознавства AH CCCP, одночасно (1945 — 1961) керував відділом в Інституті машинознавства та С.-Г. Машин АН УРСР.
Понад 180 друкованих праць, у тому ч. 20 монографій і підручників, з ділянок динамічної міцности деталей машин та міцности в машинобудівництві.
Розробив критерії міцності металів і несучої здатності елементів конструкцій. Нагороджений численними державними нагородами.